# Santa Coloma (metrostation)
Santa Coloma is een station van de metro van Barcelona in Santa Coloma de Gramenet, een gemeente in de metropool Barcelona. Het wordt aangedaan door TMB-lijn L1 (rode lijn). Het station is in 1983 geopend en ligt onder Passeig Llorenç Serra. De perrons zijn 99 meter lang.

## Lijn
- Metro van Barcelona L1

Hospital de Bellvitge · Bellvitge · Av. Carrilet · Rambla Just Oliveras · Can Serra · Florida · Torrassa · Santa Eulàlia · Mercat Nou · Plaça de Sants · Hostafrancs · Espanya · Rocafort · Urgell · Universitat · Catalunya · Urquinaona · Arc de Triomf · Marina · Glòries · Clot · Navas · La Sagrera · Fabra i Puig · Sant Andreu · Torras i Bages · Trinitat Vella · Baró de Viver · Santa Coloma · Fondo